# Polcevera
Der Polcevera (im Ligurischen: Ponçéivia) ist ein Torrentfluss in der norditalienischen Metropolitanstadt Genua. Er durchfließt das gleichnamige Tal und ist nach dem Bisagno der zweitlängste Fluss der Hafenstadt Genua. Im Gegensatz zu letzterem hat er jedoch ein größeres Einzugsgebiet.
Quellfluss des Polcevera ist der Torrente Verde, der am Monte Leco in einer Höhe von 1072 Meter entspringt. Nach einem Verlauf von 8 Kilometern zwischen den Gemeinden Ceranesi und Campomorone mündet der Sturzbach Riccò auf Höhe des genuesischen Viertels Pontedecimo in den Verde und bildet mit ihm den Polcevera. Die Länge des Polcevera von seinem Ursprung bei Pontedecimo bis zu seiner Mündung ins Ligurische Meer beträgt circa 11 Kilometer.
Das Einzugsgebiet des Flusses hat eine Oberfläche von 140 Quadratkilometer und erstreckt sich zusätzlich zu den erwähnten Genua, Ceranesi und Campomorone über seine Nebenflüsse auch auf die Gemeinden Mignanego, Serra Riccò und Sant’Olcese.
Der Polcevera folgt einer nahezu orthogonal zum Küstenverlauf liegenden Hauptachse mit Nord-Süd-Ausdehnung. In Richtung des Apennins öffnet sich der Fluss mit seinen Nebenflüssen fächerförmig. Den höchsten Punkt innerhalb seines Einzugsgebiets stellt der auf der Wasserscheide zwischen Ligurien und der Po-Ebene liegende Monte Taccone mit 1113 Metern Höhe dar. Die angrenzenden hydrologischen Einzugsgebiete sind in westlicher Richtung das Becken des Varenna, im Norden die Becken des Stura, Gorzente, Lemme und Scrivia sowie im Osten die Becken des Bisagno und einiger kleinerer Flussläufe im Raum Sampierdarena und San Teodoro.